# Rassegna dell'Arma dei Carabinieri
La Rassegna dell'Arma dei Carabinieri è una pubblicazione trimestrale edita dalla Scuola Ufficiali Carabinieri istituita originariamente per aggiornare la preparazione specifica dei suoi appartenenti offrendo loro temi inediti e di attualità sull’evoluzione del pensiero militare e delle discipline giuridiche, professionali e tecnico-scientifiche che più interessano il servizio d'istituto. La rivista è inserita tra i periodici dell'Arma dei quali fanno parte Il Carabiniere e il Notiziario Storico dell'Arma dei Carabinieri, #Natura e Silvae, testate, queste ultime due, provenienti dal confluito Corpo forestale dello Stato ora Carabinieri Forestali.
L’Agenzia Nazionale di Valutazione del sistema Universitario e della Ricerca (ANVUR), ha inserito negli elenchi delle Riviste Scientifiche la “Rassegna dell’Arma dei Carabinieri” includendola tra le riviste classificate in “Area scientifica 12” ovvero delle “Scienze giuridiche”. La "Rassegna" aderisce e si conforma alle linee guida adottate dal Committee on Publication Ethics (COPE), a cui fa rinvio il Regolamento ANVUR per la classificazione delle riviste nelle aree non bibliometriche. Il periodico è inserito nei database di alcuni siti web dedicati alla condivisione delle pubblicazioni scientifiche [Academia.edu, CINECA, DoGi Dottrina Giuridica, Catalogo Italiano dei Periodici ACNP, Scopus e WOS (Web of Science)].

## Storia
Nel novembre-dicembre 1934 è stato pubblicato il primo numero della "Rivista dei Carabinieri Reali", periodico bimestrale a carattere tecnico-professionale. La Rivista, per tanti aspetti editoriali e redazionali, è la vera e propria antesignana della Rassegna. La stampa dei fascicoli è stata in seguito sospesa nel 1943 a causa degli eventi bellici.
Nel 1953 riprende la pubblicazione di una specifica rivista professionale dell'Arma dei Carabinieri, con il numero 1 del "Notiziario per l'Arma dei Carabinieri", edito a cura della Scuola Ufficiali Carabinieri. Il periodico ha lo scopo di informare e aggiornare il personale dell'Arma su problemi e avvenimenti inerenti al servizio d'Istituto, riportando anche notizie e articoli tratti da pubblicazioni italiane e straniere, dalla stampa quotidiana, dai bollettini e comunicati delle varie agenzie d'informazione. Nella presentazione del primo numero, il Comandante Generale dell'Arma dei Carabinieri dell'epoca, Alberto Mannerini, afferma 
Lungi dal disperderne le energie in elucubrazioni di mera dottrina, io
intendo che gli ufficiali siano sollecitati e addestrati verso un perfezionamento
assiduo della loro pratica professionale con quel senso di realtà e di concretezza che sta alla base delle aspirazioni e dei tentativi più nobili della vita moderna.
Ma il nostro Notiziario, che io dedico agli ufficiali nella certezza di realizzare
una loro aspirazione e nell’affidamento di contribuire alla loro elevazione culturale e professionale, ha un altro e preminente scopo senza del quale esso perderebbe di valore: quello di accostare i nostri comandanti tutti, i quali non sono dei teorici ma degli uomini di azione, ai problemi lievitanti della vita contemporanea; di sviluppare in loro una coscienza professionale più attiva e più consona al dinamismo dell’ora; di affinarne la sensibilità ai problemi che oggi si agitano nel nostro arringo e quindi ribadire e corroborare ogni loro sforzo ed ogni loro disposizione a risolverli. 
L’Arma ha dinanzi a sé molti di questi problemi e deve studiarsi di penetrarli anche con l’apporto del pensiero operativo delle armi consorelle e delle fonti straniere, queste pure giovando ad ampliare i nostri orizzonti ed a confortare i nostri buoni propositi»
(Alberto Mannerini, "Notiziario per l'Arma dei Carabinieri", n. 1/1953)
Nel 1961, con l'allora Comandante Generale, Generale di Corpo d'Armata Luigi Lombardi, è stata cambiata radicalmente la configurazione editoriale e redazionale della Rivista. Attraverso la pubblicazione di articoli originali e inediti, con decisione dello stesso Lombardi, il 1961 è l'anno in cui nasce la "Rassegna dell'Arma dei Carabinieri, dopo circa 9 anni di pubblicazione del Notiziario. Il periodico diviene trimestrale e nel 1986 assume una nuova e più moderna veste grafica. Miglioramenti che si susseguiranno anche negli anni successivi.

## Scopi e struttura della Rassegna
Il periodico, destinato a un pubblico di lettori interessato ai temi giuridici, anche al di fuori dell'Arma e delle Forze armate e di Polizia, è disponibile per la consultazione in tutte le sue annate nella biblioteca della Scuola Ufficiali Carabinieri di Roma, ma anche in biblioteche nazionali e facoltà giuridiche di diversi atenei; è inoltre possibile la consultazione online sul sito istituzionale dell'Arma a partire dall'annualità del 2000.
Il suo contenuto non si limita alla trattazione delle discipline professionali, ma spazia nei campi della scienza e della tecnica applicati all'attività dell'Arma; dal diritto alla medicina legale, dalla psicologia alla criminologia, arrivando a toccare argomenti quali sociologia, strategia e storia militare e altri di carattere tecnico sull'applicazione delle scienze nella polizia giudiziaria e scientifica  .
Alla Rassegna collaborano ufficiali dell'Arma e delle Forze armate, funzionari di polizia, magistrati ordinari, militari e delle magistrature superiori, docenti universitari ma anche esponenti del mondo forense e della cultura.
Ogni fascicolo si apre sempre con un editoriale del Direttore della Rassegna che presenta gli argomenti dibattuti in dottrina e contiene, altresì, rubriche di giurisprudenza, documenti, informazioni, libri e riviste, e attività della Scuola Ufficiali.
Il Generale Comandante della Scuola Ufficiali è di diritto il Direttore Responsabile della Rassegna.
La rivista è curata da un ufficiale della Scuola con funzioni di redattore capo, attualmente (dal settembre 2022) il Tenente Colonnello Flavio Carbone, e da un piccolo staff di redazione coadiuvato da un Capo Sezione che cura la selezione o la commissione dei testi da pubblicare e da proporre al Direttore, la grafica, la fotocomposizione e l'impaginazione. Alla stampa ha provveduto il Centro OFFSET dell'Arma dei Carabinieri di Velletri sino al 2010. A partire dal primo fascicolo del 2011, la "Rassegna" è integralmente e unicamente pubblicata sul sito istituzionale dell'Arma dei Carabinieri (www.carabinieri.it). Ciò consente la massima divulgazione della rivista che, nella consolidata linea editoriale, continua a proporre articoli scientifici e di interesse professionale utili a costituire momento di riflessione e approfondimento dei vari temi trattati. L'iniziativa, pertanto, consente di fruire gratuitamente del periodico senza sottoscrivere un abbonamento.
Dal 2018 ha cambiato veste grafica, introducendo in copertina una calcografia realizzata da Maria Carmela Perrini; sempre dal 2018, un numero limitato di copie è stampato dallo Istituto Poligrafico e Zecca dello Stato, ove lavora anche l'autrice.
Di tanto in tanto la rivista pubblica fascicoli monografici, sotto forma di supplementi o di quaderni, che trattano argomenti ritenuti di volta in volta di particolare interesse o che pubblicano atti di convegni organizzati dalla Scuola Ufficiali o, ancora, studi e ricerche prodotti dalle cattedre militari e giuridico - professionali dell'Istituto .

## Le trasformazioni più recenti
Dal settembre 2022, la rivista è stata sottoposta a una serie di interventi significativi allo scopo di raggiungere altre fasce di pubblico. Non solamente specialisti del diritto, ma tutti i militari dell'Arma dei Carabinieri, gli appartenenti alle Forze Armate, gli studiosi di temi vicini a quelli trattati e, più in generale, il grande pubblico. Per fare ciò dall'inizio del 2023, compaiono in maniera organica su alcuni social network alcune brevi informazioni sugli articoli pubblicati. Sempre in campo digitale, è stato avviato un progetto di podcasting intitolato Voci dalla Rassegna che presenta sulle pagine del sito dell'Arma alcuni episodi legati ad articoli già apparsi rielaborati per il podcast. Sempre a partire dal 2023, la redazione ha partecipato al Salone internazionale del libro, portando alcuni tra i temi trattati nelle pagine del periodico alla conoscenza del grande pubblico. 

## L'editoria nelle Forze armate e nelle Forze di polizia
Nell'ambito delle Forze armate italiane, la pubblicistica offre un'ampia gamma di organi di informazione nelle diverse tipologie editoriali: così lo Stato Maggiore della Difesa pubblica il periodico Informazioni Difesa che è anche lo strumento di informazione del Centro alti studi della difesa , l'Esercito pubblica la Rivista militare, la Marina Militare pubblica la Rivista Marittima, l'Aeronautica Militare pubblica la Rivista Aeronautica, l'Arma dei Carabinieri, oltre la Rassegna, pubblica il mensile di cronaca e attualità Il Carabiniere .
Tra le Forze di polizia, la Guardia di Finanza pubblica la Rivista della Guardia di Finanza nonché il mensile Il Finanziere, la Polizia di Stato pubblica il mensile Polizia moderna mentre la Scuola di Perfezionamento delle Forze di Polizia pubblica l'omonima rivista trimestrale .
Completa il campo dell'editoria di settore la Rassegna della Giustizia Militare, periodico dell'Organizzazione Giudiziaria Militare nonché la Rivista di Polizia, testata privata periodica edita da lungo tempo e che si avvale di contributi di operatori del diritto e delle Forze di polizia.